# Artjoms Rudņevs
Artjoms Rudņevs (Daugavpils, 13 gennaio 1988) è un ex calciatore lettone, di ruolo attaccante.

## Carriera

### Club
Inizia la sua carriera da professionista nelle file del Daugava Daugavpils, squadra della sua città natale Daugavpils dove rimane fino ai 20 anni.
Nel febbraio 2009 viene acquistato dagli ungheresi del Zalaegerszegi, ma a causa di problemi legati al trasferimento riesce a fare il suo esordio solo a maggio dello stesso anno. Nella successiva stagione 2009-2010 si laurea subito capocannoniere del campionato con 16 gol.
Le sue prestazioni gli fanno guadagnare l'attenzione di numerosi club e tra i club interessati conclude la trattativa d'acquisto con successo il Lech Poznań, acquistandolo ad agosto 2010. Anche con la nuova maglia conferma le sue doti di realizzatore, segnando 4 gol nelle prime cinque gare ufficiali di campionato ed altrettanti nel doppio confronto con la Juventus nella fase a gironi dell'UEFA Europa League 2010-2011 (una tripletta nella partita di andata a Torino e un gol nella partita di ritorno a Poznań). Nel 2012 diviene anche Capocannoniere dell'Ekstraklasa (campionato polacco).
Il 10 maggio 2012, dopo aver disputato 77 partite in campionato e segnato 45 gol, viene ceduto ai tedeschi dell'Amburgo firmando un contratto quadriennale.
Dopo 74 presenze e 15 gol in campionato in prima squadra, e 5 presenze e 3 gol nella squadra riserve dell'Amburgo II (giocate per recuperare la forma da infortuni) rimane svincolato per la scadenza di contratto.
Il 1º luglio 2016 viene ingaggiato a parametro zero dal Colonia.

### Nazionale
Dopo aver totalizzato nove presenze e realizzato tre reti con l'Under-21, il 12 novembre 2008 ha esordito con la nazionale maggiore, in amichevole contro l'Estonia: ha giocato la prima ora di gara, venendo sostituito a mezz'ora dalla fine da Kristaps Grebis. Ha segnato la prima rete in nazionale il 7 ottobre 2011 contro Malta, in un incontro valido per le Qualificazioni al campionato europeo di calcio 2012.

## Vita privata
Nel settembre 2015 in seguito ad un violento litigio con la moglie, deve ricorrere ad un ricovero in ospedale per farsi ricucire la lingua quasi staccata da un morso della coniuge.

## Palmarès

### Club

#### Competizioni nazionali
- Coppa di Lettonia: 1

Daugava Daugavpils: 2008

### Nazionale
- Coppa del Baltico: 1

2016

### Individuale
- Capocannoniere della Ekstraklasa: 1

2011-2012 (22 gol)